# Перистера (дем Седес)
 Тази статия е за солунското село.  За населишкото вижте Перистера (дем Горуша).  
Перистера (на гръцки: Περιστερά) е село в Република Гърция, дем Терми, област Централна Македония с 1021 жители (2001).

## География
Селото е разположено в северозападната част на Халкидическия полуостров, на 35 km от Солун, на надморска височина от 650 m в планината Хортач (Хортиатис).

## История

### В Османската империя
Селото е основано около манастира „Свети Андрей“, основан в 870 година от Свети Евтимий Солунски. Днес в центъра на селото е запазен единствено католиконът на манастира.
В края на XIX век Перистера е гръцко село в Солунска кааза на Османската империя. Александър Синве („Les Grecs de l’Empire Ottoman. Etude Statistique et Ethnographique“), който се основава на гръцки данни, в 1878 година пише, че в Перистера (Péristéra), Ардамерска епархия, живеят 650 гърци.

### В Гърция
След Междусъюзническата война в 1913 година попада в Гърция. До 2011 година селото е част от дем Василика на ном Солун.